# Stephanie Cayo
Stephanie Cristina Cayo Sanguinetti (Lima, 8 de abril de 1988) es una actriz, modelo, cantante y bailarina peruana. Se hizo conocida por el rol protagónico de Paloma Velacochea en la telenovela juvenil Besos robados (2004). Es conocida en Colombia por participar en producciones como La marca del deseo, Doña Bella, El secretario y luego protagonizó La hipocondríaca.

## Biografía

### Primeros años
Stephanie Cayo es hija de Mario Alberto Cayo Quintana y Ana Cecilia Sanguinetti Bernales. Nació en Lima y es hermana de las actrices Fiorella y Bárbara Cayo. Realizó sus primeras apariciones en spots publicitarios de televisión desde niña y a los 10 años de edad, debutó como actriz en la telenovela Travesuras del corazón.

### Carrera
Entre sus siguientes participaciones en televisión —posterior a Travesuras del corazón— pues se destacan las participaciones en las telenovelas de María Emilia, querida y Estrellita. 
Stephanie Cayo regresó a la televisión en 2004, para protagonizar Besos robados, telenovela juvenil con la que ganó fama internacional. 
En 2005 prestó su voz para la película animada Piratas en el Callao.
A los 17 años, Stephanie Cayo estudió actuación en TVI Actors Studio de Nueva York y luego baile en el Broadway Dance Center en esa misma ciudad. 
A su regreso, recibió propuestas para actuar en producciones colombianas, concretándose su participación en la telenovela colombo-estadounidense de La marca del deseo, con Juan Alfonso Baptista.
Stephanie Cayo grabó un episodio para la serie de Fox Tiempo Final.
En 2010, participó como antagonista en Doña Bella de RCN Televisión y Telefutura.
En 2011 protagonizó junto al actor Juan Pablo Espinosa en la telenovela de El secretario de Caracol Televisión, trabajo por el cual fue premiada en 2012 con el Premio India Catalina a la Mejor Actriz Protagónica, Premio TVyNovelas a la Actriz Protagónica Favorita de Telenovela y otros importantes reconocimientos por el éxito de la novela. 
También lanzó su primer álbum musical Llegaré, producido por el colombiano José Gaviria.
En 2012 protagonizó el musical Chicago como Roxie Hart en el Royal Center de Bogotá, donde compartió roles con su coprotagonista de El secretario Juan Pablo Espinosa.
Stephanie se convirtió en imagen de la tienda por departamento Ripley en Perú en febrero del mismo año.
Stephanie Cayo protagoniza la serie La Hipocondríaca de Sony Pictures Television y Caracol Televisión junto a Ernesto Calzadilla en 2013.
En 2013 estudió actuación en la Escuela de Cine de Nueva York y con la directora Joan Scheckel en Los Ángeles.
En 2015 actuó en Club de Cuervos, serie conocida de Netflix. Es una comedia dramática, interpretando a Mary Luz, una joven ingenua pero sorprendentemente inteligente, quien dice estar embarazada del recién fallecido propietario del equipo de fútbol, permaneciendo completamente desprotegida por Isabel y Chava, los propietarios en función de lo más importante de la herencia familiar, que es el equipo de fútbol.
También lanzó su primer sencillo en inglés llamado Let Me Go, una colaboración con Sebastián Llosa, producido por Renzo Bravo y Raúl Chirinos. Grabado en Interscope estudios de Los Ángeles, California. La canción está disponible en todo el mundo en plataformas como iTunes, Spotify y Youtube desde el 15 de abril de 2016.

## Vida privada
Stephanie Cayo estuvo casada con el estadounidense Chad Champbell desde 2018 hasta 2021.
Stephanie Cayo mantuvo una relación sentimental con el actor y modelo español Maxi Iglesias en cinco ocasiones.

## Filmografía

### Televisión
| Año       | Título                          | Rol                                |
| --------- | ------------------------------- | ---------------------------------- |
| 1998–1999 | Travesuras del corazón          | Cynthia                            |
| 1999      | María Emilia, querida           | Gabriela "Gaby" Aguirre González   |
| 2000      | Estrellita                      | Estrella                           |
| 2004      | Besos robados                   | Paloma Velacochea                  |
| 2007      | La marca del deseo              | María Valentina Santibáñez Márquez |
| 2009      | Tiempo Final                    | Nidia                              |
| 2010      | Doña Bella                      | Evangelina Rosales                 |
| 2011–2012 | El secretario                   | Antonia Fontalvo Santibáñez        |
| 2013      | La hipocondríaca                | Macarena González                  |
| 2015–2019 | Club de Cuervos                 | Mary Luz Solari (Constanza Sosa)   |
| 2016      | La Hermandad                    | Milena                             |
| 2017      | El Comandante                   | Mónica Zabaleta                    |
| 2019      | ¿Quién es la máscara?           | Pez                                |
| 2023      | Los pacientes del doctor García | Meg Williams                       |

### Películas
| Año  | Título                             | Rol              | Notas              |
| ---- | ---------------------------------- | ---------------- | ------------------ |
| 2005 | Piratas en el Callao               | Alberto Cabello  | Voz                |
| 2018 | Yucatán                            | Verónica         | Largometraje       |
| 2019 | Como caído del cielo               | Samantha         | Largometraje       |
| 2020 | Force of Nature                    | Jess             | Debut en Hollywood |
| 2021 | Amalgama                           | Dra. Elena Durán | Largometraje       |
| 2022 | Hasta que nos volvamos a encontrar | Ariana           | Largometraje       |
| 2023 | Dime lo que quieres (de verdad)    | Betina           | Largometraje       |
| 2023 | Invitación a un asesinato          | Sonia            | Largometraje       |

### Teatro
| Año  | Título            | Nombre protagónico | Teatro                 |
| ---- | ----------------- | ------------------ | ---------------------- |
| 2010 | Carmín el musical | Fiorella Menchelli | N/A                    |
| 2012 | Chicago           | Roxie Hart         | Royal Center de Bogotá |

## Discografía
- 2011: Llegaré

Sencillos
- "Llegaré"
- "El Alquimista"
- "Let me go", colaboración con BRAVVO y Sebastián Llosa

Otras canciones
- "Te quise más que a nadie", colaboración con Anna Carina

## Premios y reconocimientos
| Año  | Premio                | Categoría                                 | Motivo           | Resultado |
| ---- | --------------------- | ----------------------------------------- | ---------------- | --------- |
| 2011 | GQ                    | Rostro Revelación del año 2011            | Ella misma       | Ganadora  |
| 2012 | Premios Clic Caracol  | Mejor Actriz                              | El secretario    | Ganadora  |
| 2012 | Premios TVyNovelas    | Actriz Protagónica Favorita de Telenovela | El secretario    | Ganadora  |
| 2012 | Premio India Catalina | Mejor Actriz Protagónica                  | El secretario    | Ganadora  |
| 2013 | ExpoKids              | Actriz Favorita Nacional                  | La hipocondríaca | Ganadora  |